# Pterostylis robusta
Pterostylis robusta är en orkidéart som beskrevs av Richard Sanders Rogers. Pterostylis robusta ingår i släktet Pterostylis och familjen orkidéer. Inga underarter finns listade i Catalogue of Life.